# Xylophrurus agrili
Xylophrurus agrili är en stekelart som först beskrevs av Henry Lorenz Viereck 1912.  Xylophrurus agrili ingår i släktet Xylophrurus och familjen brokparasitsteklar. Inga underarter finns listade i Catalogue of Life.